# Hol werkwoord
Holle werkwoorden vormen een categorie van zwakke werkwoorden in Semitische talen. In een hol werkwoord is de middelste radicaal zwak. Dit leidt tot variaties in de vervoegingsschema's ten opzichte van de standaardregels. Meer bepaald komen er in verschillende vervoegingen verschillende klinkers voor.
In het Hebreeuws zijn die werkwoorden hol waar de tweede radicaal ו [vav] of י [jud] is.
In het Arabisch zijn die werkwoorden hol waar de tweede radicaal و [waw] of ي [ya] is.
Voorbeeld uit het Arabisch: ġāba غاب, afwezig zijn, met niet in de wortel weergegeven zwakke radicaal ي [ya]:
- Ik was afwezig: ġibtu غبت. De ya uit zich.
- Hij was afwezig: ġāba غاب. De alif blijft staan.